# پومارکو
پُومارْکو (به فنلاندی: Pomarkku) یک منطقهٔ مسکونی در فنلاند است که در ساتاکونتا واقع شده‌است.